# 翟彥俊
翟彥俊（1380年—？），字用章，江西南昌府新建縣思賢坊第一圖人，明朝政治人物。進士出身。

## 生平
應天府鄉試六十五名。永樂十年（1412年）壬辰科會試第八名，殿試登進士第三甲第四十一名。

## 家族
曾祖翟通甫。祖父翟受卿。父亲翟必勝。